# メゾンde長屋さん
『メゾンde長屋さん』（メゾン・ド・ながやさん）は、ひうらさとるによる日本の漫画作品。
『Kiss』（講談社）にて2010年14号より2012年3号まで不定期に連載された。単行本は全3巻。
落語をベースにした1話完結のシリーズで、家賃1万円の長屋のアパートを舞台に、様々な人々の人生模様が描かれる。

## 登場人物
長屋 トビオ（ながや トビオ）/ 長屋 トキコ（ながや トキコ）
メゾンde長屋の大家さん夫妻。
大田 ハジメ（おおた ハジメ）
24歳。在宅プログラマー。iPhoneとツイッターが大好き。小学生の弟に無職だと思われ、自立を模索していた時に、町で見かけた秋香を追って長屋に行き、彼女が引き払った部屋にそのまま住みつく。
秋香（あきか）
小説家。本名は高橋沢緒（たかはし たくお）で、男に間違われるのが嫌でペンネームを名乗る。「takataku」のidでハジメとツイッターで交流していた。部屋を引き払い、海外放浪の旅へ出る。
胡桃沢 摩子（くるみざわ まこ）
カリスマエステティシャン。テレビに毒を吐くのが大好き。
井筒 松子（いづつ まつこ）
35歳。母が経営する輸入会社で働く真面目なOL。会社の同僚である悪友らに連れて行かれたホストクラブで夕と出会い、人生初の恋愛を始める。
本田 夕爾（ほんだ ゆうじ）
32歳。新宿のホストクラブ「クロウ」のNo.1ホスト。源氏名は「夕（ゆう）」。普段の客とは違う松子に惹かれる。
三浦 冬美（みうら ふゆみ）
隈五郎（くま ごろう）のペンネームでサスペンスドラマや朝ドラの脚本を手掛ける脚本家。親に捨てられ、施設で育った。
三浦 かなめ（みうら かなめ）
10歳。冬美の双子の妹・若菜の娘。若菜が親権を放棄し、冬美と暮らすようになる。
岡村 七生（おかむら ななお）
27歳。「メゾンde長屋」に行商に来た豆腐屋。後に店を構え、妻の佳奈（21歳）と切り盛りしていく。
ソライ先生
27歳。素粒子物理学者。タイムマシンの研究をしている。マサチューセッツ工科大学の研究所に呼ばれる。
南沢 梅（みなみざわ うめ）
20歳。セレクトショップの店員。漫画が好きで、漫画に出てくるような男を求めていた時に、隣の店の春悟に恋をした。
安藤 春悟（あんどう しゅんご）
ユーズド家具屋の雇われ店長だったが、付き合っていた女性が原因でクビになり、高校時代の天文部の後輩・ハジメを頼って「メゾンde長屋」に入居する。

## 登場落語
- 転宅
- 明烏
- 子別れ
- 徂徠豆腐
- だくだく
- 居残り佐平次
- まんじゅうこわい
- 三年目
- へっつい幽霊
- 品川心中

## 書誌情報
- ひうらさとる 『メゾンde長屋さん』 講談社〈KC Kiss〉 全3巻
  1. 2011年04月13日発売、ISBN 978-4-06-340842-3
  2. 2011年11月11日発売、ISBN 978-4-06-340861-4
  3. 2012年04月13日発売、ISBN 978-4-06-340875-1